# The 39 Steps (1935)
The 39 Steps is een Britse suspensefilm uit 1935, gebaseerd op het gelijknamige boek van John Buchan. De film is geregisseerd door Alfred Hitchcock en wordt gezien als een voorloper van zijn latere spionagefilms zoals North by Northwest. De hoofdrollen worden vertolkt door Robert Donat, Madeleine Carroll en Lucie Mannheim.

## Verhaal
De Canadese generaal-majoor Richard Hannay bezoekt een demonstratie van "Mr. Memory", een man met een fotografisch geheugen. Wanneer er plotseling schoten worden gelost, breekt er paniek uit. In de paniek loopt Hannay een vrouw, genaamd Annabella Smith, tegen het lijf, die hem overhaalt haar mee naar zijn appartement te nemen. Daar onthult ze een spion te zijn die opgejaagd wordt door huurmoordenaars. Ze heeft namelijk een plan ontdekt om cruciale Britse militaire geheimen te stelen. Ze kent de naam van het meesterbrein achter dit plan niet, maar weet enkel dat hij de top van een van zijn vingers mist. Tevens heeft ze het over de “39 treden”, maar verklaart niet wat dit betekent.
Later die nacht wordt Smith vermoord. Ze kan nog net Hannay waarschuwen om te vluchten. In haar hand vindt Hannay een kaart van Schotland, waarop het dorp Alt-na-Shellach omcirkeld is. Mogelijk moest Smith daar iemand ontmoeten en die persoon vertellen wat ze weet. Vermomd als melkboer verlaat Hannay zijn appartement en neemt de trein naar Schotland. Later leest hij in de krant dat de politie Smiths lijk heeft gevonden in zijn appartement, en dat hij nu hoofdverdachte is in de zaak rondom haar moord. Wanneer de politie de trein doorzoekt, is Hannay gedwongen om de trein snel te verlaten en te voet verder te reizen.
Die nacht verblijft Hannay bij een arme boer en diens veel jongere vrouw. Zij leent hem de jas van haar man. In het dorp  aangekomen, probeert Hannay uit te vinden wie de persoon is aan wie Smith haar informatie moest doorgeven. Hij denkt dat dit de gerespecteerde professor Jordan is. Nadat Hannay hem alles heeft verteld, ziet hij dat Jordan een stuk van zijn vinger mist; hij is zelf het meesterbrein achter de geplande diefstal. Jordan schiet Hannay neer en laat hem voor dood achter. Gelukkig voor Hannay ketst de kogel af op een boek dat nog in de zak van de geleende jas bleek te zitten.
Hannay gaat naar de politie, maar zij geloven zijn verhaal niet, vooral omdat de inspecteur een goede kennis van Jordan is. Niet veel later wordt hij gearresteerd vanwege de moord op Smith, nadat Pamela, een vrouw die hij in de trein had ontmoet, hem herkent. Al snel beseft Hannay dat de agenten die hem vervoeren geen echte agenten zijn, maar handlangers van Jordan. Hannay kan ontsnappen, en neemt op zijn vlucht Pamela tegen haar wil mee. Na nog wat speurwerk ontdekt Hannay dat Jordan en zijn mannen de show van Mr. Memory willen gebruiken als dekmantel om de militaire geheimen te stelen.
Hannay gaat ook naar deze show, maar wordt door de politie meegenomen. Voor ze hem af kunnen voeren schreeuwt Hannay naar Mr. Memory wat de “39 treden” zijn. Deze antwoordt dat dit de naam is van een organisatie van spionnen. Jordan schiet Mr. Memory snel neer voor hij meer kan onthullen en probeert vervolgens zelf te vluchten. Hij komt echter niet ver. Daarmee is de diefstal voorkomen.

## Rolverdeling
| Acteur            | Personage                |
| ----------------- | ------------------------ |
| Robert Donat      | Richard Hannay           |
| Madeleine Carroll | Pamela                   |
| Lucie Mannheim    | Annabella aka Miss Smith |
| Godfrey Tearle    | Professor Jordan         |
| Peggy Ashcroft    | Margaret                 |
| John Laurie       | John                     |
| Helen Haye        | Mrs. Jordan              |
| Frank Cellier     | Sheriff Watson           |
| Wylie Watson      | Mr. Memory               |

## Achtergrond
Hitchcocks versie van The 39 Steps is er een van in totaal vier verfilmingen van John Buchans boek. Hitchcocks versie wordt doorgaans beschouwd als de beste van de vier. In 1999 werd de film vierde in de BFI Top 100 British films. De plot van de film wijkt echter significant af van die van het boek. Veel scènes uit de film, waaronder een in een concertzaal en op de Forth Railway Bridge, zijn er door Hitchcock bij bedacht. Hitchcock voegde ook twee prominente vrouwelijke personages toe aan het verhaal: Annabelle (die de rol van Franklin P. Scudder uit het boek overneemt) en Pamela. Een ander groot verschil is dat in Hitchcocks film '39 treden' verwijst naar de naam van een spionage-organisatie, terwijl in het boek en de andere verfilmingen het verwijst naar 39 echte treden.
Hitchcock heeft een cameo aan het begin van de film. Hij speelt een man die wat afval voor een bus werpt waar Robert Donat en Lucie Mannheim instappen.
De film bevindt zich in het publiek domein. Op 13 december 1937 maakte het Lux Radio Theater een hoorspel van de film.

## Trivia
- Het fictieve dorp Alt-na-Shellach speelt een rol in de film. Alt kan gewricht, knokkel of vingertop betekenen,[4] wat lijkt te verwijzen naar de vingertop van Jordan. De betekenis van Sellach is niet duidelijk.